# Hiroki Mizumoto
Hiroki Mizumoto (水本 裕貴 Mizumoto Hiroki?, Misono, Mie, 12 de septiembre de 1985) es un futbolista japonés que juega en la demarcación de defensa.

## Biografía
Debutó como futbolista en 2004 con el JEF United Ichihara Chiba. Justo un año después de su debut se hizo con la Copa J. League, título que también consiguió en 2006. Un año después acabó su contrato con el club, y en el mercado invernal de 2008 fichó por el Gamba Osaka, donde jugó once partidos en el año que jugó con el equipo. Al terminar la temporada 2007/2008 fichó por el Kyoto Sanga FC. Jugó durante tres años, en los que participó en 101 partidos. En 2011 fue traspasado al Sanfrecce Hiroshima. Un año después se hizo con la J. League Division 1, mismo título que consiguió el año siguiente, momento en el que también se hizo con la Supercopa de Japón.

## Selección nacional
Fue elegido para la selección de fútbol de Japón por primera vez el 4 de octubre de 2006, en un partido amistoso contra Ghana. Posteriormente, ya en 2008 jugó en los Juegos Olímpicos de Pekín 2008.
También formó parte de la lista preliminar de 30 jugadores que dio el seleccionador Alberto Zaccheroni para la Copa Mundial de Fútbol de 2014, aunque finalmente no fue elegido para el equipo final.

## Clubes
| Club                      | Temporada | Liga     | Liga  | Copa del Emperador | Copa del Emperador | Copa J. League | Copa J. League | ACL      | ACL   | Otros1   | Otros1 | Total    | Total |
| Club                      | Temporada | Partidos | Goles | Partidos           | Goles              | Partidos       | Goles          | Partidos | Goles | Partidos | Goles  | Partidos | Goles |
| ------------------------- | --------- | -------- | ----- | ------------------ | ------------------ | -------------- | -------------- | -------- | ----- | -------- | ------ | -------- | ----- |
| JEF United Ichihara Chiba | 2004      | 5        | 0     | 1                  | 0                  | 1              | 0              | -        | -     | -        | -      | 7        | 0     |
| JEF United Ichihara Chiba | 2005      | 15       | 0     | 2                  | 0                  | 3              | 0              | -        | -     | -        | -      | 20       | 0     |
| JEF United Ichihara Chiba | 2006      | 25       | 1     | 1                  | 0                  | 11             | 0              | -        | -     | 3        | 0      | 40       | 1     |
| JEF United Ichihara Chiba | 2007      | 31       | 1     | 1                  | 0                  | 5              | 0              | -        | -     | -        | -      | 37       | 1     |
| JEF United Ichihara Chiba | Total     | 76       | 2     | 5                  | 0                  | 20             | 0              | -        | -     | 3        | 0      | 104      | 2     |
| Gamba Osaka               | 2008      | 7        | 0     | -                  | -                  | -              | -              | 4        | 0     | -        | -      | 11       | 0     |
| Gamba Osaka               | Total     | 7        | 0     | -                  | -                  | -              | -              | 4        | 0     | -        | -      | 11       | 0     |
| Kyoto Sanga F.C.          | 2008      | 18       | 1     | 1                  | 0                  | 0              | 0              | -        | -     | -        | -      | 19       | 1     |
| Kyoto Sanga F.C.          | 2009      | 33       | 2     | 2                  | 0                  | 5              | 0              | -        | -     | -        | -      | 40       | 2     |
| Kyoto Sanga F.C.          | 2010      | 34       | 0     | 2                  | 1                  | 6              | 1              | -        | -     | -        | -      | 42       | 2     |
| Kyoto Sanga F.C.          | Total     | 85       | 3     | 5                  | 1                  | 11             | 1              | -        | -     | -        | -      | 101      | 5     |
| Sanfrecce Hiroshima       | 2011      | 18       | 1     | 2                  | 1                  | 0              | 0              | -        | -     | -        | -      | 20       | 2     |
| Sanfrecce Hiroshima       | 2012      | 34       | 2     | 0                  | 0                  | 6              | 0              | 3        | 0     | -        | -      | 40       | 2     |
| Sanfrecce Hiroshima       | 2013      | 34       | 3     | 5                  | 0                  | 2              | 0              | 6        | 0     | 4        | 0      | 51       | 3     |
| Sanfrecce Hiroshima       | 2014      | 13       | 0     | 1                  | 0                  | 1              | 0              | 7        | 0     | -        | -      | 22       | 0     |
| Sanfrecce Hiroshima       | Total     | 99       | 6     | 8                  | 1                  | 9              | 0              | 16       | 0     | 4        | 0      | 136      | 7     |
| Total                     | Total     | 267      | 11    | 18                 | 2                  | 40             | 1              | 20       | 0     | 7        | 0      | 352      | 14    |

1Incluye Copa de Campeones A3, Supercopa de Japón y Copa Mundial de Clubes de la FIFA.

## Palmarés

### Campeonatos nacionales
| Título               | Club                      | País  | Año  |
| -------------------- | ------------------------- | ----- | ---- |
| Copa J. League       | JEF United Ichihara Chiba | Japón | 2005 |
| Copa J. League       | JEF United Ichihara Chiba | Japón | 2006 |
| J. League Division 1 | Sanfrecce Hiroshima       | Japón | 2012 |
| J. League Division 1 | Sanfrecce Hiroshima       | Japón | 2013 |
| Supercopa de Japón   | Sanfrecce Hiroshima       | Japón | 2013 |

### Distinciones individuales
| Título                        | Club                | País  | Año  |
| ----------------------------- | ------------------- | ----- | ---- |
| Mejor defensa de la J. League | Sanfrecce Hiroshima | Japón | 2012 |